# Église de la Nativité-de-la-Vierge de Villaz
L'église de la Nativité-de-la-Vierge de Villaz, est une église catholique française, située dans le département de la Haute-Savoie, dans la commune de Villaz. L'église se place sous le patronage de Nativité de Marie.

## Historique
L'église actuelle a été édifiée sur l'emplacement d'une église primitive, mentionnée au XIIe siècle. Entre 1311 et 1342, elle est unie au prieuré de Sévrier.
L'église actuelle daterait du début du XVIe siècle. Le clocher-porche porte l'inscription de 1511, de même que le chœur. Ils sont de style gothique tardif. Le vitrail de la Vierge semble lui aussi remonter à cette période. Ce dernier a été restauré en 1988.
La paroisse et l'église ont été visitées le 6 octobre 1607, par l'évêque de Genève, Mgr François de Sales. Quelques dizaines d'années après, l'un des successeurs de François de Sales, Mgr d’Arenthon d’Alex, offre à l'église un tableau représentant « la Vierge à l'Enfant » (vers 1670).
En décembre 2011, le village a célébré les 500 ans de l'édifice.

## Description
Les deux cloches ont été fondues dans les ateliers Paccard.
Le vitrail de « la Vierge à l'Enfant » et un crucifix en bois ont été classés au titre des Monuments historiques, respectivement en 1963 et en 1984. De même une verrière composée de Dieu le Père et des symboles des quatre évangélistes, de la Vierge, de saint Joseph, de la Vierge à l'Enfant du XVIe siècle ainsi que le mobilier ont été versés en 1921.

## Sources et références
1. ↑  Notice no PM74000544, sur la plateforme ouverte du patrimoine, base Palissy, ministère français de la Culture.
2. ↑  Notice no PM74000545, sur la plateforme ouverte du patrimoine, base Palissy, ministère français de la Culture.
3. ↑  Notice no IM74000055, sur la plateforme ouverte du patrimoine, base Palissy, ministère français de la Culture.
4. ↑  Notice no IM74000054, sur la plateforme ouverte du patrimoine, base Palissy, ministère français de la Culture.